# William Tyler Olcott

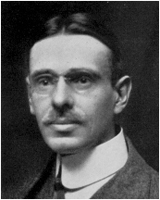
William Tyler Olcott

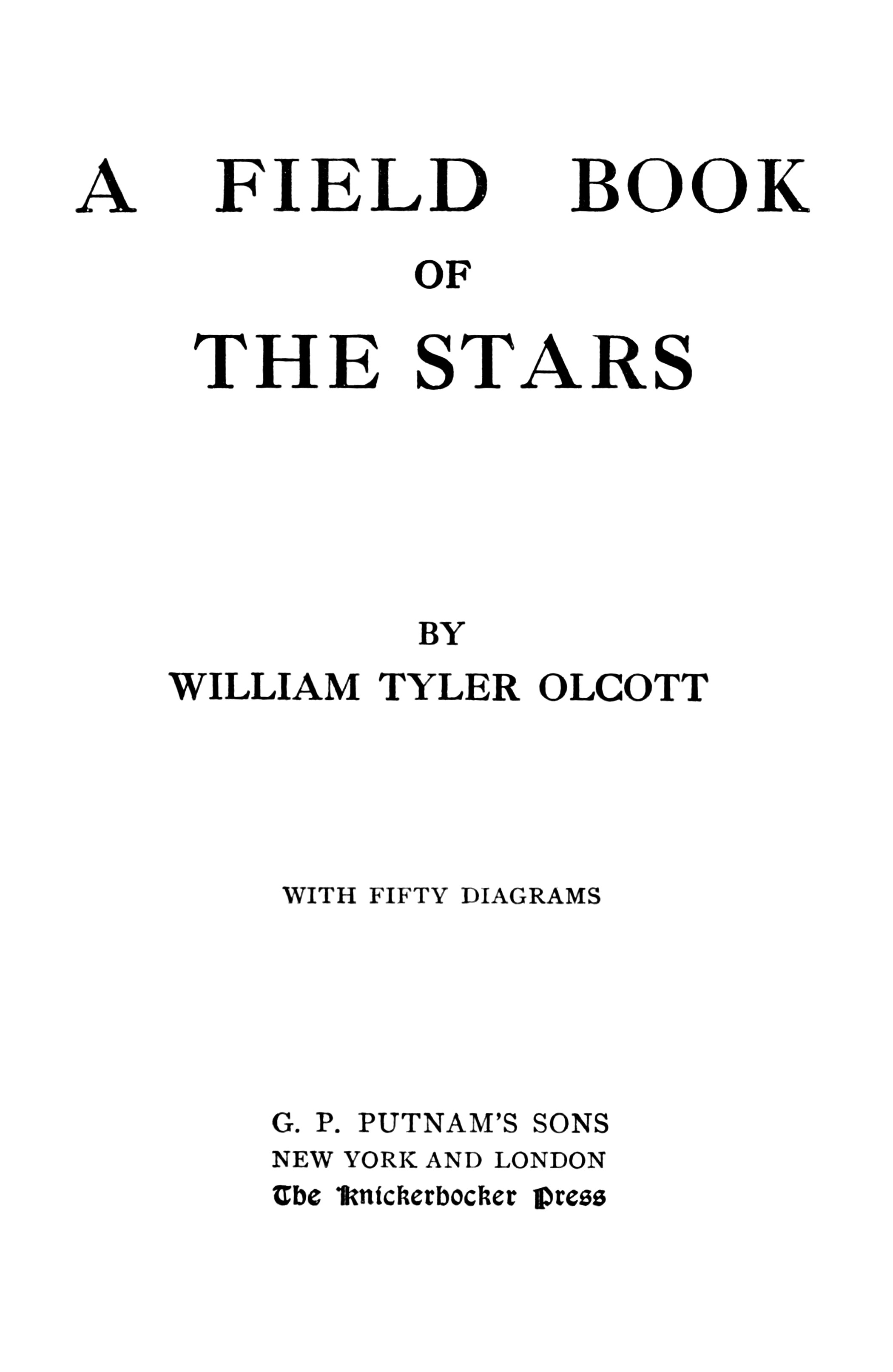
A Field Book of the Stars (Titelseite)

William Tyler Olcott (* 11. Januar 1873 in Chicago; † 6. Juli 1936 in Sunapee, New Hampshire) war ein US-amerikanischer Amateurastronom.

## Leben
William Tyler Olcott wurde am 11. Januar 1873 als Sohn von William Marvin Olcott und seiner Frau E. Olivia Tyler Olcott in Chicago geboren. Die Familie zog dann nach Norwich (Connecticut), als er noch ein Kind war. Er studierte am Trinity College in Hartford (Connecticut) und trat der „Delta Kappa Epsilon“-Verbindung bei. Nach dem anschließenden Besuch der New York Law School erhielt er die Anwaltszulassung für Connecticut und New York, hat aber nie eine Anwaltskarriere verfolgt. 1902 heiratete er Clara Hyde of Yantic, die Ehe blieb kinderlos.
Zur Astronomie kam Olcott erst 1905, im Alter von 32 Jahren, widmete sich aber dann ihrer für den Rest seines Lebens. Er veröffentlichte mehrere Bücher für Amateurastronomen, siehe unten stehende Liste. Auf Anregung von Edward Pickering vom Harvard-College-Observatorium rief er 1911 in einem Artikel in der Reihe Popular Astronomy Amateurastronomen zur Beobachtung von veränderlichen Sternen auf, woraus letztlich die American Association of Variable Star Observers (AAVSO) hervorging. Olcott organisierte die Beobachtungen und deren Publikation sowie Meetings der AAVSO.
Er war Mitglied in der American Astronomical Society, in der British Astronomical Association und der Société astronomique de France.
Am 6. Juli 1936 hielt Olcott in der Methodistenkirche von Gerges Mills in Sunapee einen Vortrag über Sterne und erlag dabei einem Herzanfall.

## Bücher
- W. T. Olcott: A Field Book of the Stars. G. P. Putnam’s Sons, New York 1907 (englisch, gutenberg.org).
- W. T. Olcott: In Starland With A Three-Inch Telescope. G. P. Putnam’s Sons, New York 1909 (englisch, archive.org).
- W. T. Olcott: Star Lore of All Ages. G. P. Putnam’s Sons, New York 1911 (englisch, archive.org).
- W. T. Olcott: Sun Lore of All Ages. G. P. Putnam’s Sons, New York 1914 (englisch, archive.org).
- W. T. Olcott: The Book of the Stars For Young People. G. P. Putnam’s Sons, New York 1923 (englisch, archive.org).
- W. T. Olcott, Edmund W. Putnam: Field Book of the Skies. G. P. Putnam’s Sons, New York 1929 (englisch, archive.org).

## Ehrungen
- 1936 erhielt Olcott den  Merit Award der AAVSO.[4]
- Im Jahre 1970 benannte die Internationale Astronomische Union den Krater Olcott offiziell nach William Tyler Olcott.[5]
- Die AAVSO stiftete im Jahre 2000 den „William Tyler Olcott Distinguished Service Award“.[6]